# Webuye
Webuye è un centro abitato del Kenya, situato nella contea di Bungoma.